# Geluk (emotie)

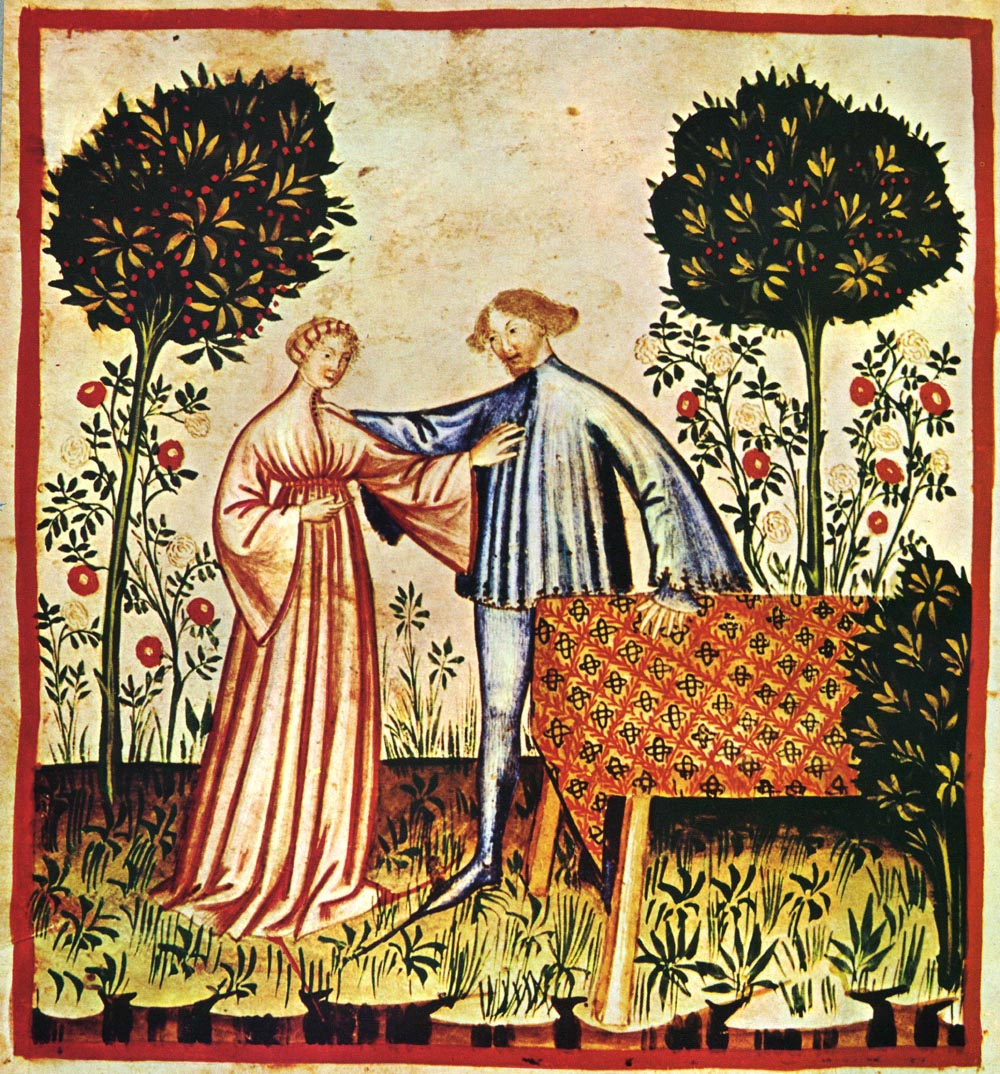
Een schilderij waarop twee gelukkige personen worden afgebeeld.

Geluk (of gelukkig zijn) kan worden omschreven als het tevreden zijn met de huidige levensomstandigheden. Hierbij kunnen er verschillende positieve emoties aanwezig zijn, zoals vreugde, vredigheid, ontspannenheid en vrolijkheid. Gelukkig zijn is het tegengestelde van ongelukkig zijn, wat bestaat uit een gevoel van ontevredenheid en vaak samengaat met depressie, overspannenheid, woede of verdriet. Onderzoek duidt er op dat geluk voor ongeveer de helft erfelijk bepaald is. De rest van de verschillen wordt veroorzaakt door invloeden uit de omgeving.

## Afhankelijk van de persoon
De precieze levensomstandigheden die aanleiding geven tot een gevoel van gelukkig zijn, verschillen per persoon en veranderen met de tijd. Een bepaald persoon is misschien gelukkig met een bepaald type auto, terwijl anderen nooit in die auto gezien zouden willen worden, en een gevoel van ongeluk zouden ervaren wanneer dit wél zou gebeuren.
Ook wanneer men voor zichzelf een nieuw bezit verwerft, is men vaak gelukkig; dit geluk zal echter vaak na verloop van tijd afnemen, waarna men zich misschien niet eens meer bewust is van het feit dat men het betreffende object nog steeds in bezit heeft.
Eerder dan zich enkel met de creaties van anderen bezig te houden, kan zelf iets creëren voor langduriger geluk zorgen, ook omdat je er lang op kan terugkijken.

## Positieve en negatieve aanpak
Het is mogelijk een positieve of negatieve aanpak ten opzichte van het bereiken van geluk te hanteren. Bij de positieve aanpak neemt men aan dat geluk bestaat uit de aanwezigheid van plezierige of wenselijke situaties. Bij de negatieve aanpak gaat men uit van de theorie dat geluk bestaat uit het afwezig zijn van pijn of lijden. Hierbij dient opgemerkt te worden dat zowel de positieve als negatieve aanpak niet een beschrijving van geluk zelf geven, maar zich bezighouden met de oorzaak voor geluk, of hoe geluk te bereiken.
Een punt van kritiek op filosofieën die zich enkel en alleen bezighouden met het vermijden van negatieve emoties of onwenselijke situaties, is dat het een enigszins negatieve levenshouding is en dat deze levenshouding zelf het geluksgevoel al vermindert. Het hanteren van een louter positieve definitie van geluk heeft echter ook mogelijke nadelen, omdat het kan leiden tot het buiten het bewustzijn houden van de pijnlijke aspecten van het leven, die men echter nog steeds zal beleven. Indien men zichzelf óók bewust is van deze meer pijnlijke aspecten van het leven is, men beter in staat deze het hoofd te bieden (of er beter mee om te gaan) door het eigen gedrag te verbeteren of aan te passen. Het resultaat zal in dat geval een gelukkiger leven zijn.

## Invloed op de hersenen
Een andere (nog onbewezen volgens de exactheidsmethode) hypothese is, dat de hersenen reageren op zintuiglijke waarneming. Het gebruik van woorden is in belangrijke mate verantwoordelijk voor de intuïtieve responsen van de mens. In vergelijking tot de Engelse taal waar de woorden 'Luck, Lucky, Happy, Happiness, Satisfaction, Satisfied, Prosperity, Prosperous, Joy en Joyfulness' gebruikt worden om het gevoel en de emotie weer te geven, gebruikt de Nederlandse taal het begrip 'Geluk of Gelukkig' om de verzameling van de vertalingen van Engelse begrippen weer te geven. Wanneer de koppeling van de woorden blij, tevreden, voorspoed en vreugde tot het begrip 'Geluk' is ontstaan is niet duidelijk. Wel is duidelijk dat het gebruik van het woord 'Geluk' verwarrend is voor de hersenen.
In de etymologie wordt het woord 'geluk' niet alleen gekoppeld aan het fenomeen 'voorspoed', maar ook aan het begrip 'toeval'. Het gebruik van het woord 'geluk' impliceert daarmee de behoefte om een plezierig gevoel te verkrijgen, zonder daarvoor zelf verantwoordelijk te zijn.
In deze context gebruikt is het 'ongelukkig' zijn een fantasme dat ontstaat dan door het aannemen van een passieve houding ten opzichte van het 'zijn'. Het bewijs hiervoor wordt geleverd door het aanbod uit Religie en methodes om te komen tot het tegenovergestelde gevoel. Wanneer mensen zich niet 'gelukkig' voelen is het onderzoeken van methodes een ingewikkeldere zaak dan wanneer mensen zich niet blij, niet tevreden voelen of concluderen dat zaken zich niet voorspoedig ontwikkelen.
Het geluksgevoel wordt geproduceerd door zogenaamde endorfines, op morfine gelijkende stoffen. Deze veroorzaken ook 'het houden van' gevoel. Genot wordt vooral veroorzaakt door biogenische aminen (dopamine). Vanuit biologisch oogpunt is er dus een scheiding te maken tussen genot en geluk.
Andere voorbeelden van stoffen in onze hersenen die genot voortbrengen zijn serotonine, de stof die verliefdheid brengt, en adrenaline, die in combinatie met dopamine een 'kick' geeft bij bijvoorbeeld bungeejumpen.

## Wetenschappelijk onderzoek
De wetenschap van geluk, die ook wel de Science of Happiness of gelukstudies wordt genoemd, is een vakgebied dat zich bezighoudt met het meetbaar maken van geluk en het beter begrijpen van geluk.
Gezien geluk voor ieder persoon een andere betekenis heeft, spreekt men binnen de wetenschap vaak van subjective well-being of subjectief welzijn. Dit werd door Ed Diener gedefinieerd als een concept bestaande uit 2 dimensies, namelijk een cognitieve of reflectieve dimensie en een affectieve of emotionele dimensie. De cognitieve dimensie gaat over hoe tevreden men over het algemeen is over zijn/haar leven. Binnen deze dimensie dient men dus na te denken of te reflecteren over hoe gelukkig men over zijn/haar leven in het algemeen. Dit wordt in onderzoek vaak bevraagd met behulp van de Cantril Ladder. De Emotionele dimensies omvat de positieve en negatieve emoties. Iemand die meer positieve, dan negatieve emoties ervaart in zijn/haar dagelijks leven, wordt beschouwd als gelukkiger dan een persoon die verhoudingsgewijs meer negatieve emoties ervaart. Dit wordt vaak geanalyseerd met de Positive Affect and Negative Affect Scale (PANAS). Sommige gelukstudies spreken niet over het subjectief welzijn, maar van Eudaimonisch welzijn (een verwijzing naar het begrip Eudaimonia van Aristoteles). Dit gaat over het bereiken van een waardevol en nuttig leven, en (psychologische) groei.
Meeste onderzoekers focussen zich voornamelijk op de reflectieve dimensie. Wetenschappers zijn immers vooral geïnteresseerd in het geluk leven en emoties zijn sterk onderhevig aan situationele veranderingen.

### Geluksonderzoek (België)
Sedert 2017 werd in België enkele malen een Nationaal Geluksonderzoek uitgevoerd onder leiding van professor Lieven Annemans, titularis van een door de verzekeringsgroep NN gesponsorde leerstoel aan de Gentse Universiteit. Het onderzoek peilt bij een steekproef van enkele duizenden Belgen naar de specifieke levensdomeinen die het geluk mee bepalen, zoals sociale relaties, onderwijs en opvoeding of gezondheid. Waar uit het onderzoek in 2020 vooral angst rond het coronavirus bleek, verschoof dit in 2022 naar zorgen om inflatie, de energiecrisis en de oorlog in Oekraïne. Globaal genomen schommelde het geluksgevoel over de jaren tussen 6 en 7 op 10.

## Geluk in religie en filosofie
Veel religies en filosofieën richten zich op (of houden zich bezig met) het menselijk streven naar geluk. Veel mensen gebruiken (of hanteren) religieuze maatstaven en denkbeelden bij hun streven naar geluk. Er zijn ook mensen die juist gelukkig zijn wanneer zij zich hiermee niet bezig hoeven te houden (zie bijvoorbeeld het atheïsme).
Een aantal voorbeelden van negatieve definities van geluk zijn het utilitarisme, cynisme en het epicurisme. Het epicurisme hanteerde echter ook een positieve definitie.

### Boeddhisme
In het boeddhisme wordt er een onderscheid gemaakt tussen genot en geluk. Genot verwijst meer naar lichamelijk genot waar ook mentaal geluk uit voort kan komen. Geluk is in het boeddhisme het zichzelf gelukkig of tevreden voelen, waarbij er geen lijden of ongelukkigheid aanwezig is. Geluk in het boeddhisme houdt ook in dat je vrede hebt met hoe het leven zich in het hier en nu presenteert. Geluk kan volgens het boeddhisme bereikt worden door het bewandelen van het Achtvoudig Pad.
De manier om geluk te bereiken is door (de oorzaak van) pijn, lijden en ongelukkigheid te verwijderen, en zo verlichting te behalen. Deze afwezigheid van mentale pijn en ongelukkigheid betekent echter niet dat er niets voor in de plaats komt. Geluk krijgt dan namelijk de kans om zich volledig in de geest te manifesteren (een soort monopolie). 'Gelukkige' emoties als waardering en acceptatie, vriendelijkheid, compassie, vredigheid, begrip en gelijkmoedigheid manifesteren zich vaker en sterker in de geest; zij worden niet meer belemmerd door haat, verlangen, onwetendheid, zelfzuchtigheid en egoïsme. Men ervaart hiernaast ook het geluk of zaligheid van Nirvana zelf, waarvan Boeddha zei dat het het hoogste geluk is.
Sommige boeddhistische leraren (zoals Ajahn Brahmavamso) draaien tegenwoordig de klassieke leer van de Vier Nobele Waarheden enigszins om, en centreren deze vervolgens rond het geluk in plaats van rond het lijden. Zij doen dit omdat ze vinden dat deze manier van presenteren van de Vier Nobele Waarheden meer aanpreekt tot westerlingen en westerlingen zo ook de Boeditische leer sneller correct kunnen begrijpen en praktiseren.
De 'geherformuleerde Vier Nobele Waarheden' gaan als volgt:
1. Er is geluk.
2. Men ervaart dit geluk wanneer men het Achtvoudig Pad bewandelt.
3. Soms is er geen geluk.
4. De oorzaak van het afwezig zijn van geluk is verlangen en begeerte.

### Christendom
Hoewel het christendom niet beweert dat het christelijke geloof altijd gelukkig maakt, geloven christenen wel dat geloven in God gelukkig maakt. Dat baseren ze op Bijbelteksten waar geschreven staat dat het echte geluk alleen bij God te vinden is en te bereiken is door met God te leven. Denk aan bijbelteksten als Psalm 1 'Gelukkig de mens die niet meegaat met wie kwaad doen, (...) maar vreugde vindt in de wet van de HEER' of Psalm 146 'Gelukkig wie de God van Jakob tot hulp heeft'.

### Hedonisme
Het hedonisme is een levensbeschouwelijke stroming, die als hoogste levensdoel het bereiken van een maximaal genot heeft. Dit betekent overigens niet, dat het eigen genot boven alles gaat, maar het hedonisme handelt eerder over de vraag, hoe men het genot kan maximaliseren in het leven zonder dat het storend is voor anderen. Als men hierin slaagt, bereikt men de hoogst mogelijke vorm van geluk op dat moment mogelijk.
Onder het hedonisme vindt men verschillende definities van geluk. Positieve definities van geluk vindt men in bepaalde hedonistische stromingen, zoals het satanisme propageert, waar men ervan uitgaat dat geluk alleen te bereiken is door het bevrediging van genotzucht boven op de natuurlijke behoefte, zoals eten, slaap, lessen van dorst en seks. Hierbij stuit men op de hedonistische paradox: Als je geluk zoekt, zul je het nooit vinden. Deze was als eerste geformuleerd door John Stuart Mill in zijn biografie. Hoewel hij in zijn filosofie, het utilitarisme, het tegenovergestelde beweerde.
Binnen het hedonisme vindt men ook negatieve definities van geluk, zoals in het epicurisme, waar men zich voornamelijk richt op het minimaliseren van behoeften, zodat men zo min mogelijk lijdt. Het epicurisme is ook een bijzonder gematigde vorm hedonisme. Zo zal een epicurist wars zijn van al te veel luxe. Hij is weliswaar materialist, maar in de zin dat hij gelooft, dat het enige wat er bestaat materie is. De epicurist houdt wel van kennis en zal ook binnen de grenzen van zijn toelaatbare alles doen om dit te bemachtigen. Volgens de epicurist brengt het bestuderen van de natuur geluk met zich mee.
Een belangrijke hedonistische stroming binnen de wetenschap is het psychologisch hedonisme, hierbinnen gelooft men dat elke motivatie is gedreven door een minimalisatie van pijn en een maximalisatie van genot. Psychologisch hedonisme spreekt daarom altruïsme niet tegen, men kan het immers prettig vinden om een naaste te helpen. De veronderstellingen van het psychologisch hedonisme komen erg overeen met die van de micro-economie, die uitgaat van het maximaliseren van het nut van goederen en diensten.

## Gelukseconomie

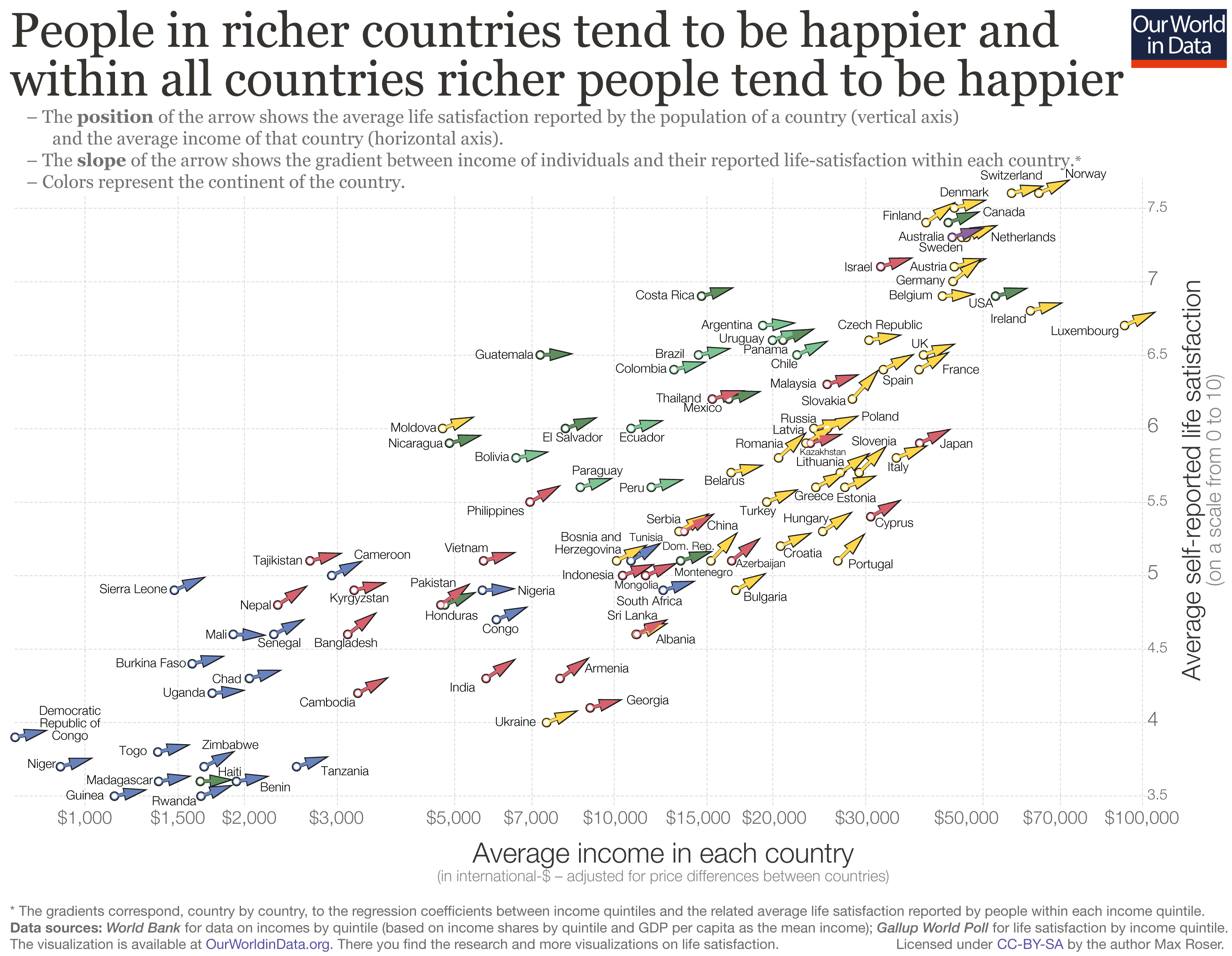
Rijkere landen zijn over het algemeen gelukkiger dan armere landen (observaties vertonen een opwaartse trend) en rijkere mensen binnen landen zijn over het algemeen gelukkiger dan armere mensen in hetzelfde land (pijlen wijzen consequent naar het noordoosten).

De gelukseconomie begint vanuit de vaststelling dat stijging van welvaart niet per definitie leidt tot groter individueel of collectief geluk. De wetenschappelijke discipline zoekt naar een objectieve en meetbare benadering van geluk. Begrippen zoals welzijn, levenskwaliteit, persoonlijke ontplooiing en zekerheid worden naast de traditionele economische begrippen geplaatst. Het doel is de samenleving te heroriënteren naar maximalisatie van geluk, in plaats van maximale winst. In 2016 lanceerde Leuvens econoom Bruno Delepierre het begrip 'happonomy', een economisch model dat, vertrekkend vanuit de psychologie van werk en geld, de maximalisatie van levenskwaliteit voorop plaatst. Het theoretische concept 'gelukseconomie' werd hiermee geconcretiseerd tot op het bedrijfsniveau.
De voormalige koning van Bhutan, Jigme Singye Wangchuk, introduceerde reeds in 1972 het Bruto nationaal geluk. Toch is pas de laatste decennia geluk als socio-economisch concept echt onder de westerse politieke aandacht gebracht, onder andere door auteurs-politici als Richard Layard in het Verenigd Koninkrijk of Peter Van Rompuy in Vlaanderen. Zo nam, onder invloed van Van Rompuy, de Senaat een wetsvoorstel aan dat nieuwe graadmeters invoert voor het meten van levenskwaliteit.